# Potovanje v Koromandijo
Potovanje v Koromandijo je 46 strani dolga  kmečka drama Dominika Smoleta, ki je bila prvič objavljena leta 1956 v Besedi. 

## Osebe
- Tone
- Hilda
- Luka
- Zala
- Hudič
- Predstojnik
- Gost
- Blagajničarka
- On
- Ona
- Debeli
- Suhi
- Novinar
- Natakar
- Postrežček

## Zgodba

### 1. dejanje
Hilda se razburja zaradi moža Toneta, ki z Luko popiva in dela škandale, že delj časa je ves iz ravnotežja, govori se, da ga bodo zamenjali ... Hilda se boji vsega, kar bi spremenilo varno in solidno običajnost, strah jo je neuglednosti, revščine, sramote, v Tonetu je videla garancijo, da bo dostojno preživela svoje življenje, zdaj pa gre vse na kose. Tudi Luka ji gre že močno na živce, očita mu, da je cinik, neresen, neodgovoren. Luka se ne brani, je človek, ki ne teži nikamor, ždi v svojem uradu za najdene predmete, vse mu je vseeno - življenje je tako ali tako zlo, pičla pasja figa, minimalna. Tone tega nihilizma ne more sprejeti, poskuša vedno znova, gradi, a se mu vse podira ... tega se ne gre več, rad bi ven, rad bi v Koromandijo, v popolno deželo, vsaj do njenih daljnih meja; čuti se zvezanega, obremenjenega s prtljago, groza ga je pomisliti, da bo to trajalo vse življenje in se še stopnjevalo. Hilda ga ne razume, skuša ga umiriti: svet je od nekdaj tak, treba je živeti, kot nam dopušča.

### 2. dejanje
Tone in Luka od pustega domačega silvestrovanja pobegneta v bar, za njima prileze pijani Predstojnik. Tone sili Luko, naj pove, kar ve o Koromandiji, in ko Luka pove, da je popolna, da pa je ni, postane Tone agresiven, začne kričati, da je kocka padla, da za sabo požiga vse mostove ... Prisede Hudič, ponuja nekaj boljšega od Koromandije: mir, spokojnost, udobnost, bivanje brez zavesti, ta človeka najbolj muči. Tone ob tej ponudbi eksplodira, mahne Hudiča po čeljusti, udarec prestreže Predstojnik. Spet škandal!

### 3. dejanje
Tone je izgubil službo, žena ga je zapustila in seli pohištvo v zgornje nadstropje, k mater, Zala se ogorčeno bori za imetje "ubogega gospoda", kar pri Luki, ki vse to opazuje, sproža le posmeh. Tone je pripravljen na pot, nič več ga ne veže, išče - pot sama je Koromandija! Luka je otožno zavisten, on nima vere, da bi kam prišel, njegova resnica je drugačna; ostal bo trdno v svojem uradu, morda se bo celo poročil s prismuknjeno Zalo, odmrl ... Ko se Luka poslovi, se pojavi Hudič, slabo vest ima, kajti mir, ki ga je ponujal Tonetu, je bil hudo slabe kvalitete, sploh pa se je hotel prepričati, ali bo Tone res šel in kam ... če bo kaj zvedel o nji, če bo blizu, ga lepo prosi, da mu sporoči ... Tone se poslovi še od Hilde, njuna pot gre narazen, nato odide. Zala gleda za njim: ubogi gospod, po stopnišču je skoraj padel ... ampak zdaj stopa trdneje, hitro in odločno, kar beži, ni ga več. Srečni gospod!

## Kritike
"Uprizoritev Potovanja v Koromandijo je učinkovala medlo, ni bilo popolnoma gotovo, ali je temu kriva režija ali kar samo besedilo. Vsekakor igra še ni bila pravo znamenje zmagoslavnega prodora nove dramatike v slovensko gledališče." (Kos 2010)
"Negibnost, hipovitaminoza, organizem z otrdelim ožiljem, po katerem se ne pretakajo živi sokovi! Namesto trenj in zapletov — medli, skoraj le še abstraktni dotiki med osebami, namesto resničnih človeških odnosov — razglabljanje o smislu bivanja, namesto čustev — metafizične bolečine." (Ocvirk, 1956: 748)

## Uprizoritve
- SNG Ljubljana, premiera 25. 4. 1956